# 瓦勒迪泽
瓦勒迪泽（法語：Val-d'Izé，法語發音：[val dize]）是法国伊勒-维莱讷省的一个市镇，位于该省东部，属于富热尔-维特雷区。

## 地理
瓦勒迪泽（48°10'38"N, 1°18'17"W）面积43.79 平方千米，位于法国布列塔尼大區伊勒-维莱讷省，该省份为法国西北部沿海省份，位于布列塔尼半岛东部，北濒大西洋，西接阿摩尔滨海省和莫尔比昂省，南至大西洋卢瓦尔省，西南端接曼恩-卢瓦尔省，东临马耶讷省，东北与芒什省接壤。
与瓦勒迪泽接壤的市镇（或旧市镇、城区）包括：尚容河畔利夫雷、拉布埃克西耶尔、尚波、杜尔丹、朗达夫朗、马尔皮雷、默塞、圣克里斯托夫-德布瓦、泰利。

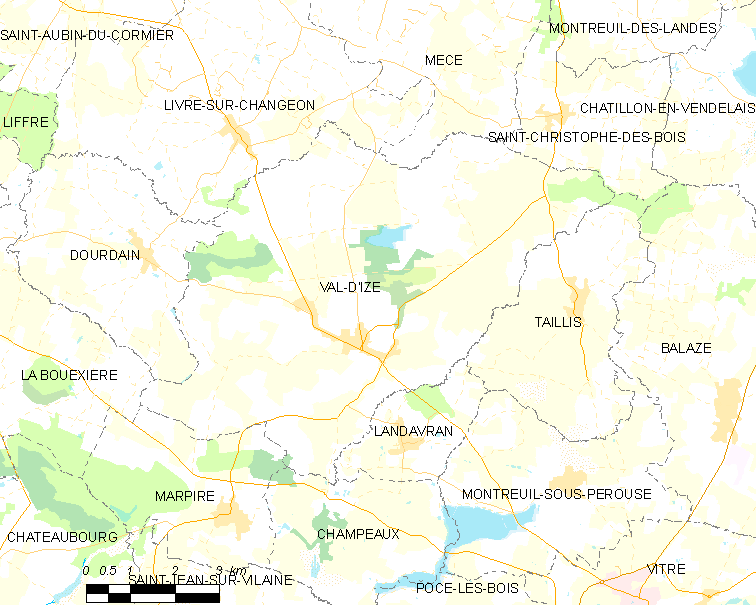
瓦勒迪泽的OSM定位图

瓦勒迪泽的时区为UTC+01:00、UTC+02:00（夏令时）。

## 行政
瓦勒迪泽的邮政编码为35450，INSEE市镇编码为35347。

## 政治
瓦勒迪泽所属的省级选区为维特雷县。

## 人口

1962-2008年间瓦勒迪泽人口变化图示

瓦勒迪泽于2022年1月1日时的人口数量为2601人。